# Gennaro Granito Pignatelli di Belmonte
Gennaro Granito Pignatelli di Belmonte, italijanski rimskokatoliški duhovnik, škof in kardinal, * 10. april 1851, Neapelj, † 16. februar 1948.

## Življenjepis
5. junija 1899 je prejel duhovniško posvečenje.
10. novembra 1899 je bil imenovan za naslovnega nadškofa makedonske Edese in za apostolskega nuncija v Belgiji; škofovsko posvečenje je prejel 26. novembra istega leta.
Med 4. januarjem 1904 in 6. januarjem 1911 je bil apostolski nuncij v Avstriji.
27. novembra 1911 je bil povzdignjen v kardinala in imenovan za kardinal-duhovnika S. Maria degli Angeli.
6. decembra 1915 je bil imenovan za kardinal-škofa Albana; 9. julija 1930 je bil imenovan za kardinal-škofa Ostie in potrjen kot dekan Kolegija kardinalov.
14. julija 1930 je postal prefekt Kongregacije za ceremonije.